# Gambrinus (koning)

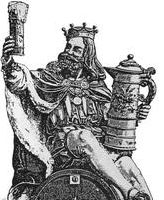

Gambrinus of Cambrinus is een legendarische Germaanse koning, die wel wordt aangewezen als degene die het brouwen van bier bij de Germanen zou hebben geïntroduceerd. Hij geldt als een symbool van het drinken van bier. 
De koning werd eind vijftiende eeuw bedacht door de Italiaanse monnik Annius van Viterbo, die de naam baseerde op een door de Romeinse geschiedschrijver Tacitus genoemd Germaans volk, de Gambriviërs. Aanvankelijk stond hij dan ook bekend als 'Gambrivius', wat later tot 'Gambrinus' verbasterde.
In de 19e eeuw legden Belgische en Duitse amateurhistorici ten onrechte een connectie met hertog Jan I van Brabant, wiens voornaam samen met het Latijnse achtervoegsel 'primus' (eerste) tot 'Gambrinus' verbasterd zou zijn. In werkelijkheid is er geen bewijs dat hertog Jan I zelfs maar bier dronk.

## Bieren
Diverse biermerken zijn naar Gambrinus vernoemd:
- Gambrinus, Tsjechisch bier gebrouwen te Plzeň.
- Cambrinus, een Belgisch bier, gebrouwen bij Brouwerij Verhaeghe te Vichte
- Rosé de Gambrinus, een Belgische frambozenlambiek van Brasserie Cantillon te Anderlecht[3]
- Stadsbrouwerij Cambrinus in Zutphen, Nederland[4]
- Gambrinus-Brauerei in Weiden in der Oberpfalz, Duitsland
- Gambrinusbräu Unterhaid in Oberhaid, Duitsland
- Privatbrauerei Gambrinus in Nagold, Duitsland
- Izhevskiy Pivzavod Gambrinus, brouwerij in Izjevsk, Republiek Oedmoertië, Rusland
- Gambrinus Fabbrica Birra Artigianale, brouwerij in Muros, Italië
- Microcervecerias Gambrinus, brouwerij in Tucumán, Argentinië
- Gambrinus Brewers, brouwerij in Buenos Aires, Argentinië
- Brouwerij Gambrinus in Tasjkent, Oezbekistan
- Brasserie Artisanale Gambrinus, brouwerij in Trois-Rivières, Quebec, Canada